# Людовік Микола Радзивілл
Людовік Микола Радзивілл (*1773 — 1830) — литовсько-білоруський аристократ часів занепаду Речі Посполитої.

## Життєпис
Походив з князівського роду Радзивіллів. Старший син Михайла Єроніма Радзивілла та Олени Пшездецької. Народився у 1773 році. 1776 році батько домігся призначення Людовіка Миколи головою Столовицької командорії Мальтійського ордену. Втім через малий вік керував сам Михайло Єронім. Здобув гарну освіту. Одружився з Маріанною Водзинською. Перебував в опозицію до російського уряду, тому не отримав державних посад. 
Перебрався до Варшави, де було утворено велике герцогство Варшавське. Лише у 1804 році отримав в управління Столовицьку командорію. 1809 року передав управління командорією своєму синові, але фактично продовжував неї управляти, отримуючи зиск від оренди маєтностей. 1812 року не приєднався до армії імператора Наполеона I. Тому у 1815 році після утворення царства Польського у складі Російської імперії зумів залишитися в Варшаві. 
У 1817 року рішенням імператора Олександра I було ліквідовано командорію. У 1825 році стає 10-м Клецьким ординатом, яку передав йому батько. Але внаслідок хвороби Людовік Микола помер 1830 року.

## Родина
Дружина — Маріанна Водзинська (пом. 1823)
Діти:
- Олена (1805—1827), дружина Вільгельма Радзивілла
- Леон Єронім (1808—1884), 11-й ординат Клецький